# Ісмаілов Валерій Шапазович
Валері́й Шапа́зович Ісмаі́лов (нар. 8 листопада 1963, Киргизська РСР, СРСР) — український військовик, полковник, військовий комісар Сумського обласного військового комісаріату. Командир 27-ї реактивної артилерійської бригади ЗСУ (2008—2019), в.о. начальника інституту ракетних військ і артилерії імені Б. Хмельницького Сумського державного університету (2007). Заступник голови Сумської обласної ради (з 2020 року).

## Життєпис
Народився у сім'ї військовика. Під час служби батька у групі радянських військ в Німеччині навчався у школі військового містечка Крампніц . Після повернення до СРСР протягом року працював слюсарем-збиральником на авіаційному заводі в Чугуєві (Харківська область). У 1981 році вступив до Сумського артилерійського училища. Будучи курсантом, познайомився листуванням зі своєю майбутньою дружиною, з якою півтора року потому одружився.
Після закінчення навчання проходив службу у Південній групі військ (Угорщина) та на Кавказі. У 1997 році обіймав посаду заступника командира артилерійського полку.
З 14 листопада 2005 року по 28 вересня 2007 року обіймав посаду заступника начальника інституту ракетних військ і артилерії імені Б. Хмельницького Сумського державного університету. У період з 5 квітня по 27 вересня 2007 року виконував обов'язки начальника закладу.
24 квітня 2008 року був призначений командиром новоствореного 27-го реактивного артилерійського полку.
З середини липня 2014 року 27 РеАП під командуванням Ісмаілова брав участь у війні на сході України. Наприкінці серпня з'явилося повідомлення, що через відсутність прикриття та недбалість командування бійці полку постійно зазнають значних втрат. 3 вересня табір українських артилеристів, у якому перебувало 38 військовослужбовців 27 РеАП, був обстріляний системами залпового вогню «Смерч» з території Росії, внаслідок чого загинуло від 15 до 18 бійців.
У січні 2019 року призначений військовим комісаром Сумського обласного військкомату.